# 叶蝉虫疠霉
叶蝉虫疠霉（学名：Pandora cicadellis）是属于虫霉目虫霉科虫疠霉属的一种真菌，寄生在叶蝉上。该种分布于中国等地。